# Wölling (Dorfen)

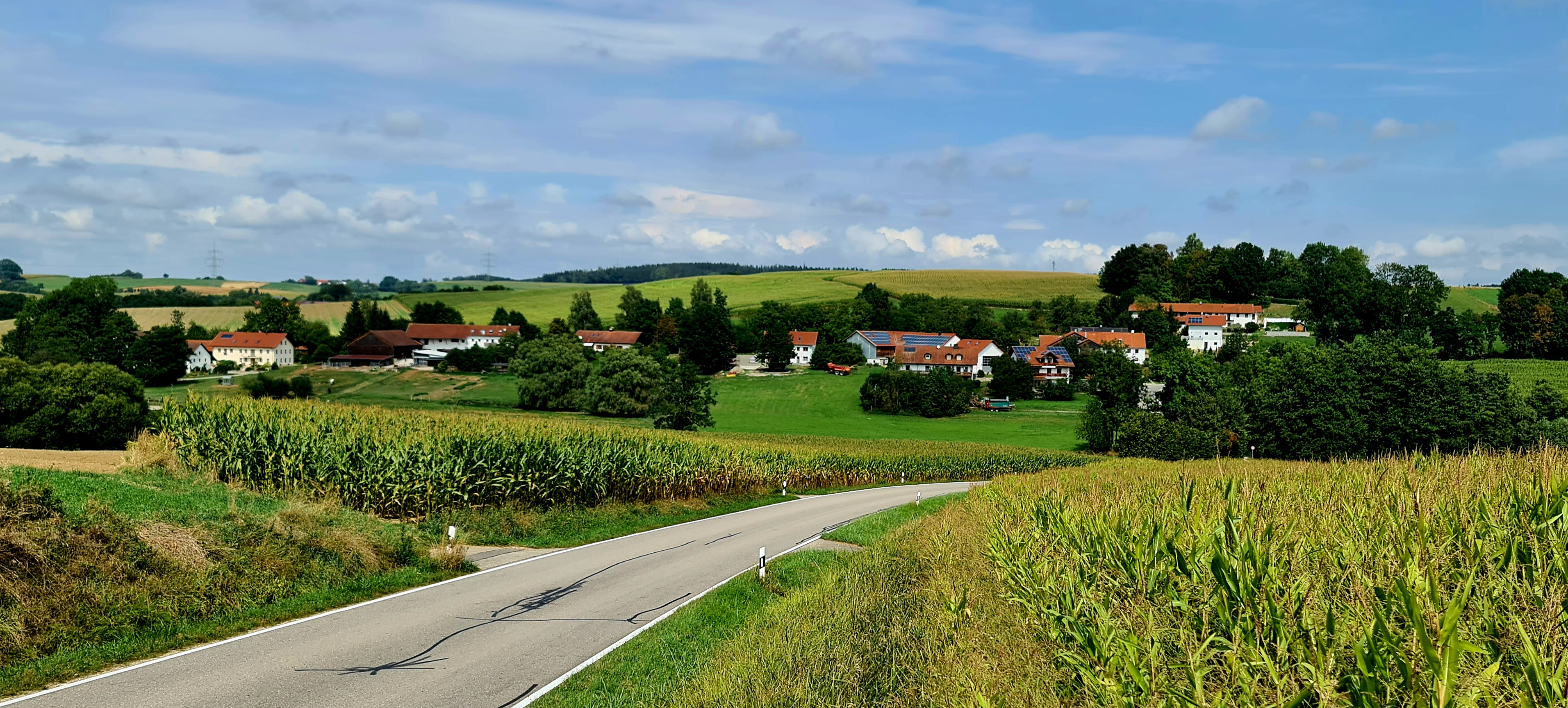
Wölling von Süden

Wölling ist ein nördlicher Gemeindeteil der Stadt Dorfen im oberbayerischen Landkreis Erding. 

## Geographie
Das Dorf liegt am Talhang des Wöllinger Bachs. Es besteht bis auf drei Häusern aus Bauernhöfen und hat etwa 50 Einwohner. Südwestlich von Wölling verläuft die Bundesstraße 15. 

## Geschichte
Wölling wird im Jahre 1205 als Wenlige erstmals urkundlich erwähnt. Es war damals im Besitz von Kloster Au am Inn. Vom Ende des 15. Jahrhunderts bis zum Anfang des 19. Jahrhunderts war Wölling ein Teil der Obmannschaft Weckerling. Der Ort gehörte bis zur Gebietsreform im Jahr 1972 zur Gemeinde Eibach.

Der Wirtschaftsteil (19. Jahrhundert) von Wölling 8